# رادیوشیمی

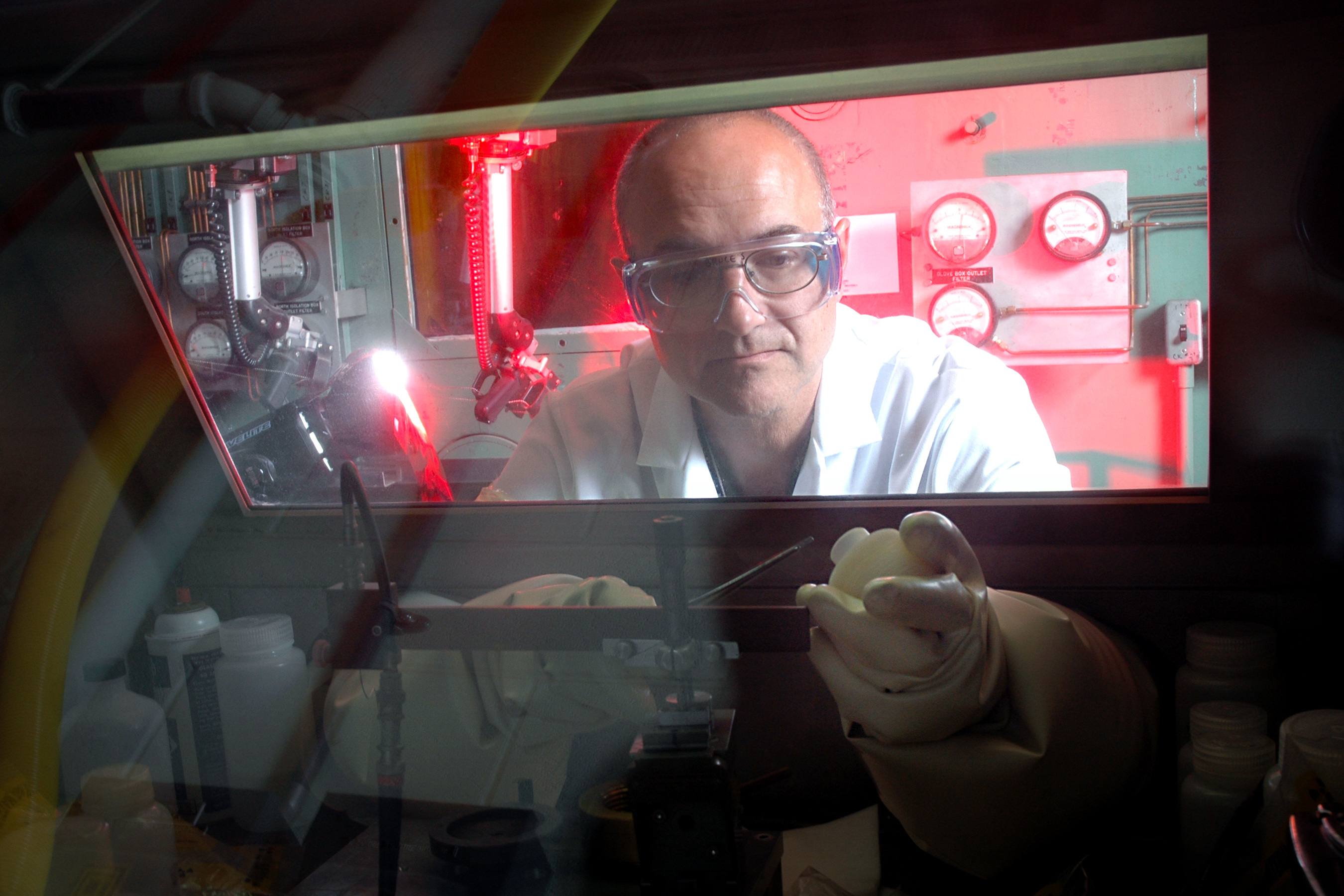
انجام فعالیت‌های مرتبط با رادیوشیمی در جعبه‌ای دستکش‌دار - ۲۰۰۶

پرتوشیمی یا شیمی تابشی (به انگلیسی: Radiochemistry) شیمی ترکیبات پرتوفعال است. گاهی در مطالعهٔ واکنش‌های شیمیایی، ایزوتوپ مواد پرتوزا، برای بررسی ویژگی‌های ترکیب‌های غیرپرتوزا به‌کار گرفته می‌شوند. همچنین، پرتوشیمی برای ایجاد تغییر یا مطالعهٔ ساختارهای شیمیایی و زیستی دارای اهمیت است.
در پرتوشیمی، عناصر طبیعی و دست‌ساز بشر هر دو مورد بررسی قرار می‌گیرند. شاخه‌های اصلی و درگیر در پرتو شیمی از این قرارند:
- شیمی اکتینید
- شیمی‌درمانی و زیست‌شیمی پرتویی
- شیمی هسته‌ای
- روش‌های طیف‌سنجی پرتویی

## فراکافت
در پرتوشیمی از آنالیز سه نوع پرتو، داده به‌دست می‌آید:
- تابش آلفا
- تابش بتا
- تابش گاما

سه روش مهم فراکافت در پرتوشیمی مورد استفاده قرار می‌گیرد:
1. آنالیز بر پایه پرتوزایی
2. فراکافت شیمیایی نوترونی
3. تجزیه ترقیق